# Ken Peplowski

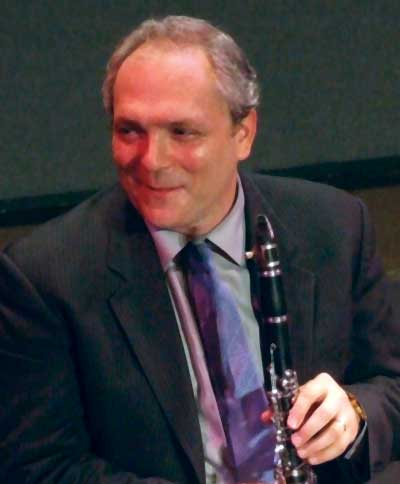
Ken Peplowski

Ken Peplowski (Cleveland, de Ohio, 23 de mayo de 1959) es un clarinetista y saxofonista tenor de jazz  conocido principalmente como músico de swing. Ha sido comparado con Benny Goodman en materia de virtuosismo y timbre.

## Biografía
En su adolescencia fue integrante de numerosas bandas de menor rango, hasta que en 1978 ingresó en la Orquesta de Tommy Dorsey, dirigida entonces por Buddy Morrow, y estaría en ella dos años: desde 1978 hasta 1980. Tras dejarla, se trasladó a New York, donde formaría parte de bandas de distintos géneros: desde el dixieland hasta la música de vanguardia, pasando por orquestas sinfónicas. 
Después entró de la orquesta de Benny Goodman, y con ella grabó dos discos. Antes de convertirse en director, trabajaría con diversos artistas, tales como Mel Tormé, Hank Jones, Peggy Lee, Scott Hamilton, el trompetista y cornetista Ruby Braff (1927 - 2003), Rosemary Clooney y Howard Alden.
Tras una audición con el sello Concorde, comenzó una serie de álbumes que tendrían gran aceptación en los Estados Unidos. En 1990, fue premiado por la revista estadounidense Jazz Time como mejor clarinetista del año. Su álbum más reciente se encuentra en el sello Nagel-Heyer Records.
En el 2007 fue nombrado asesor de jazz del Oregon Festival of American Music, organizado por la escuela de Eugene (Oregón) The John G. Shedd Institute for the Arts, de la que fue nombrado director del área de jazz.

## Discografía
- Lost In The Stars
- And Heaven, Too… Vol. II
- All This… Vol. I
- Last Swing of the Century
- That Feeling of Jazz (con Tommy Newsom)
- Grenadilla
- A Good Read
- The Other Portrait
- It’s a Lonesome Old Town
- Encore! (con Howard Alden)
- Live at the Ambassador Auditorium
- Steppin’ with Peps
- Concord Duo Series, Vol. III
- The Natural Touch Ganador del premio "Der Duetschen Schallplatten"
- Kritik (Grammy Alemán)
- Groovin’ High (con Scott Hamilton & Spike Robinson)
- The Bossa Nova Years (con "The Charlie Byrd Trio")
- Illuminations
- Mr. Gentle and Mr. Cool
- Sonny Side
- Double Exposure
- Dearest Duke (con Carol Sloane) (Arbors Records)
- The Feeling Of Jazz (con Tommy Newsom) (Arbors Records)
- The Music of Bob Haggart Featuring His Porgy and Bess Arrangements (con Randy Sandke) (Arbors Records)
- The Michael Moore Trio: The History of Jazz Vol. 2: Dedications (Arbors Records)